# NGC 3662
NGC 3662 este o intermediate spiral galaxy⁠(d) situată în constelația Leul. A fost descoperită în 22 februarie 1784 de către William Herschel. Se află la o distanță de 112,2 megaparseci de Pământ.